# Hebefili
Hebefili er seksuel tiltrækning hos en voksen, der er rettet mod  børn/unge i starten og midten af puberteten, typisk 11-14 år. Den er ikke at forveksle med efebofili (seksuel tiltrækning rettet mod unge i slutningen af puberteten) eller pædofili som er tiltrækning af (præ-pubertære) børn (herunder infantofili, tiltrækning af småbørn). 
Pædofili anvendes ofte i dagligdagssproget om alle tilfælde, hvor et seksuelt forhold er ulovligt grundet den ene deltagendes alder.